# Xâm lược
Một cuộc xâm lược là một cuộc tiến công quân sự trong đó một số lượng lớn các nhân lực tham chiến (chiến sỹ) của một thực thể địa chính trị xông xáo đi vào lãnh thổ thuộc sở hữu của một thực thể khác tương tự, nói chung với mục tiêu là chinh phục; giải phóng hoặc thiết lập lại quyền kiểm soát hoặc thẩm quyền đối với một vùng lãnh thổ; chia cắt một quốc gia; thay đổi chính phủ đã được thành lập hoặc giành được nhượng bộ từ chính phủ nói trên; hoặc sự kết hợp của những điều này. Một cuộc xâm lược có thể là nguyên nhân của một cuộc chiến tranh, là một phần của một chiến lược lớn hơn để kết thúc một cuộc chiến tranh, hoặc chính nó có thể đủ để được định nghĩa là một cuộc chiến tranh. Do quy mô lớn của các hoạt động liên quan đến các cuộc xâm lược, chúng thường mang tính chiến lược trong việc lập kế hoạch và thực hiện.

## Lịch sử
Các bằng chứng khảo cổ học đã chỉ ra rằng việc xâm lược đã thường xuyên xảy ra từ thời tiền sử. Trong thời cổ, trước khi có các phương tiện giao tiếp bằng sóng vô tuyến và các phương vận tải nhanh, cách duy nhất để bảo đảm bảo được sức mạnh cần thiết là di chuyển các đoàn người (đoàn quân) như một lực lượng lớn. Do vậy, theo bản chất tự nhiên của nó đã dẫn tới chiến lược xâm chiếm. Cùng với các cuộc xâm lược là việc mang đến những sự thay đổi văn hóa, thay đổi về tôn giáo, triết học, và công nghệ đã hình thành nhiều nền văn minh khác nhau của thế giới cổ.

## Biện pháp phòng thủ
Các quốc gia có kẻ thù tiềm tàng ở bên cạnh thường dùng biện pháp phòng thủ để giữ chậm, ngặn chặn hành động xâm lược. Các rào cản địa lý như các con sông, suối, đầm lầy, núi đồi được tận dụng cho việc phòng ngự. Các công trình quân sự cũng được dùng trong việc phòng ngự. "Vạn Lý Trường Thành" là một công trình quân sự nổi tiếng được sử dụng cho việc này. Các rào cản còn bao gồm cả các công sự, các đường hào, các bãi mìn, các phương tiện quan sát, theo dõi sự di chuyển. Tuy nhiên các công trình này có thể cần một lực lượng quân đội lớn để bảo vệ cũng như duy trì các trang thiết bị được bố trí, là một gánh nặng kinh tế cho đất nước.
Các công trình quân sự có thể được xây dựng thành một dãy liên tiếp, gồm các thành hoặc các công sự, pháo đài đặt ở gần biên giới. Các công trình này được thiết kế đẻ giữ chậm hành động xâm lược trong thời gian dài cho việc di chuyển một lực lượng bảo vệ đủ lớn đến. Trong một vài trường hợp thì chúng lại trở thành phương tiện phòng ngự ngược trở lại khi bị chọc thủng. Các pháo đài có thể bố trí ở các vị trí thuận lợi để đóng quân tránh được hỏa trực tiếp của kẻ thù.
Trong thời hiện đại, ý tưởng về việc sử dụng những công trình phòng thủ cố định chống lại sự đe doạ các căn cứ trên đất liền có quy mô lớn trở thành lỗi thời. Việc sử dụng những chiến dịch không quân chính xác và các máy móc phương tiện cơ giới hoá cỡ lớn được làm nhẹ hơn, khả năng phòng vệ cơ động hơn mới đáng được yêu cầu trong các kế hoạch quân sự. Các nước sử dụng phòng thủ chống lại các cuộc xâm lược hiện đại thường sử dụng các trung tâm dân cư lớn như các thành phố, các khu đô thị làm các điểm phòng thủ. Kẻ xâm lược phải chiếm được những điểm này để phá huỷ khả năng phòng thủ. Lực lượng phòng thủ sử dụng các sư đoàn để bảo vệ những điểm này nhưng lực lượng phòng thủ vẫn có thể rất cơ động và thông thường là ẩn nấp.  Tuy nhiên những địa điểm tĩnh vẫn có hữu ích trong việc phòng thủ chống lại các cuộc tấn công của hải quân và không quân. Thủy lôi là phương thức hiệu quả cho việc phòng thủ bờ biển bảo vệ các cảng. Hệ thống phòng thủ không quân kết hợp giữa các súng pháo phòng không và các bệ phóng tên lửa vẫn là cách tốt nhất để chống lại các cuộc tấn công của không quân. Hoa Kỳ cũng đầu tư nhiều thời gian và tiền bạc vào việc xây dựng hệ thống phòng thủ tên lửa quốc gia (WMD), một mạng lưới phòng thủ nhằm chặn đứng các tên lửa đạn đạo liên lục địa. Các quốc gia riêng biệt như Vương quốc Anh hay Nhật Bản và những nước lục địa có các bờ biển rộng như Hoa Kỳ đã tận dụng sự có mặt của hải quân để ngăn chặn trước một cuộc xâm lăng vào đất nước của họ hơn là việc củng cố các vùng biên giới. Tuy nhiên để thành công, lực lượng hải quân phải rất mạnh.

## Phương thức

### Xâm lược trên đất liền
Xâm lược trên đất liền là sự tấn công trực tiếp của lực lượng vũ trang vào vùng đất liền tiếp giáp giữa các nước, thường là xuyên qua biên giới hoặc các vùng đã được phân định như là vùng phi quân sự, vượt qua các công trình các địa điểm phòng ngự. Mặc dù chiến thuật này thường đưa đến kết quả là nhanh chóng chiến thắng nhưng việc di chuyển lực lượng tương đối chậm và dễ bị đổ vỡ bởi địa hình và thời tiết. Hơn nữa, phương pháp xâm lược này cũng khó giữ được bí mật đồng thời các nước đều bố trí các công trình, các pháo đài phòng ngự ở những vị trí xung yếu như đã nói đến ở trên.

### Xâm lược trên biển
Sử dụng máy bay phá những thứ trên biển.

### Xâm lược trên không
Sử dụng các phương tiện không quân như máy bay ném bom chiến lược, máy bay chiến đấu, máy bay vận chuyển... Xâm lược trên không nhằm mục đích phá hoại các thiết bị như nhà ga, xí nghiệp, sân bay... các mục tiêu quan trọng cần đánh, dùng tiêu diệt các mục tiêu trên không, biển, bộ.